# ムールトリー郡 (イリノイ州)
ムールトリー郡（英: Moultrie County）は、アメリカ合衆国イリノイ州の中央部に位置する郡である。2010年国勢調査での人口は14,846人であり、2000年の14,287人から3.9％増加した。郡庁所在地はサリバン市（人口4,440人）であり、同郡で人口最大の都市でもある。郡名はサウスカロライナ州のウィリアム・ムールトリーに因んで名付けられたが、地元では「モールトリー」のように発音されている。

## 歴史
ムールトリー郡は1843年にシェルビー郡とコールズ郡の一部を合わせて設立された。郡名はサウスカロライナ州の将軍で、後に知事になったウィリアム・ムールトリーに因んで名付けられた。ムールトリー将軍は1776年にイギリス軍の攻撃からサリバン島を防衛していた。その場所は後にムールトリー砦と改名された。ムールトリー郡の近くにあるジャスパー郡は、やはりサリバン島の防衛で英雄になったウィリアム・ジャスパー軍曹に因んでいる。
郡の公式郡旗はムールトリー・フラッグであり、ムールトリー将軍がサリバン島を防衛したときに砦に翻っていたもので、ムールトリー自身がデザインした。南部の自由の象徴的なものになっていた。

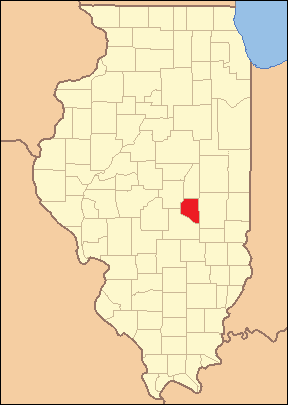
1843年創設時の郡領域、現在も変わっていない
公式郡旗
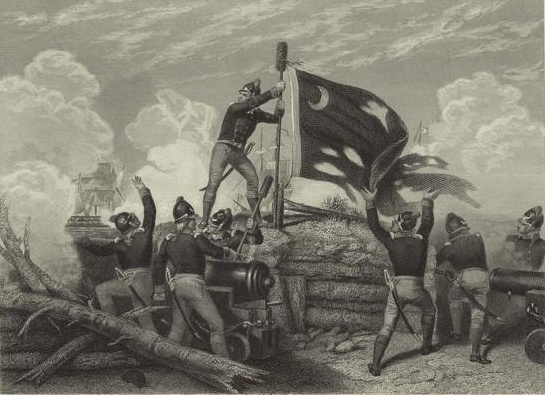
ウィリアム・ジャスパー軍曹が掲げるムールトリー・フラッグ

## 地理
アメリカ合衆国国勢調査局に拠れば、郡域全面積は344.48平方マイル (892.2 km2)であり、このうち陸地355.94平方マイル (870.1km2)、水域は8.53平方マイル (22.1 km2)で水域率は2.48％である。

### 主要高規格道路
- アメリカ国道36号線
- イリノイ州道16号線
- イリノイ州道32号線
- イリノイ州道121号線
- イリノイ州道133号線

### 隣接する郡
- ピアット郡 - 北
- ダグラス郡 - 東
- コールズ郡 - 東
- シェルビー郡 - 南
- メイコン郡 - 北西

## 気候と気象
近年、郡庁所在地であるサリバン市の平均気温は1月の19°F (-7 ℃) から7月の87°F (31 ℃) まで変化している。過去最低気温は1915年1月に記録された-26°F (-32 ℃) であり、過去最高気温は1936年7月に記録された111°F (44 ℃) である。月間降水量は2月の1.89インチ (48 mm) から6月の4.05インチ (103 mm) まで変化している。

## 人口動態
以下は2000年国勢調査による人口統計データである。
| 基礎データ - 人口: 14,287人 - 世帯数: 5,405 世帯 - 家族数: 3,978 家族 - 人口密度: 16人/km2（43人/mi2） - 住居数: 5,743軒 - 住居密度: 7軒/km2（17軒/mi2） 人種別人口構成 - 白人: 98.91% - アフリカン・アメリカン: 0.20% - ネイティブ・アメリカン: 0.17% - アジア人: 0.10% - 太平洋諸島系: 0.05% - その他の人種: 0.11% - 混血: 0.47% - ヒスパニック・ラテン系: 0.48% 先祖による構成 - ドイツ系：28.8％ - アメリカ人：27.2％ - イギリス系：11.4％ - アイルランド系：10.1％ | 年齢別人口構成 - 18歳未満: 25.7% - 18-24歳: 7.9% - 25-44歳: 26.0% - 45-64歳: 22.8% - 65歳以上: 17.7% - 年齢の中央値: 39歳 - 性比（女性100人あたり男性の人口） - 総人口: 93.0 - 18歳以上: 89.3 世帯と家族（対世帯数） - 18歳未満の子供がいる: 33.0% - 結婚・同居している夫婦: 63.3% - 未婚・離婚・死別女性が世帯主: 7.1% - 非家族世帯: 26.4% - 単身世帯: 23.6% - 65歳以上の老人1人暮らし: 12.0% - 平均構成人数 - 世帯: 2.56人 - 家族: 3.03人 収入と家計 - 収入の中央値 - 世帯: 40,084米ドル - 家族: 46,655米ドル - 性別 - 男性: 35,470米ドル - 女性: 21,168米ドル - 人口1人あたり収入: 18,562米ドル - 貧困線以下 - 対人口: 7.8% - 対家族数: 5.3% - 18歳未満: 10.9% - 65歳以上: 7.7% |

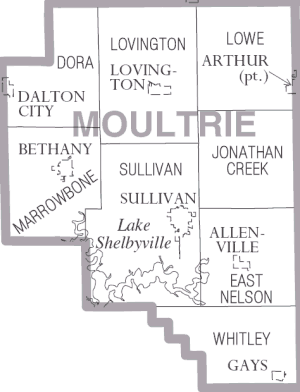
ムールトリー郡郡区図

## 郡区
ムールトリー郡は下記8つの郡区に分割されている。
- ドーラ
- ラビントン
- ロー
- マローボーン
- サリバン
- ジョナサンクリーク
- イーストネルソン
- ウィトリー

## 都市と町
- サリバン - 郡庁所在地
- アレンビル
- アーサー（西半分）
- ベサニー
- ダルトンシティ
- ゲイズ
- ラビントン